# Mondovì
Mondovì är en ort och kommun i provinsen Cuneo i regionen Piemonte i Italien. Kommunen hade 22 406 invånare (2018).
Mondovì grundades 1198 och var fram till 1500-talet Piemontes största stad.
Interiören till kyrkan San Francesco Saverio hyser virtuosa freskmålningar, utförda av Andrea Pozzo 1676-1677.

## Personer från Mondovì
- Giovanni Battista Beccaria, italiensk fysiker
- Giovanni Giolitti, italiensk politiker, premiärminister fem gånger

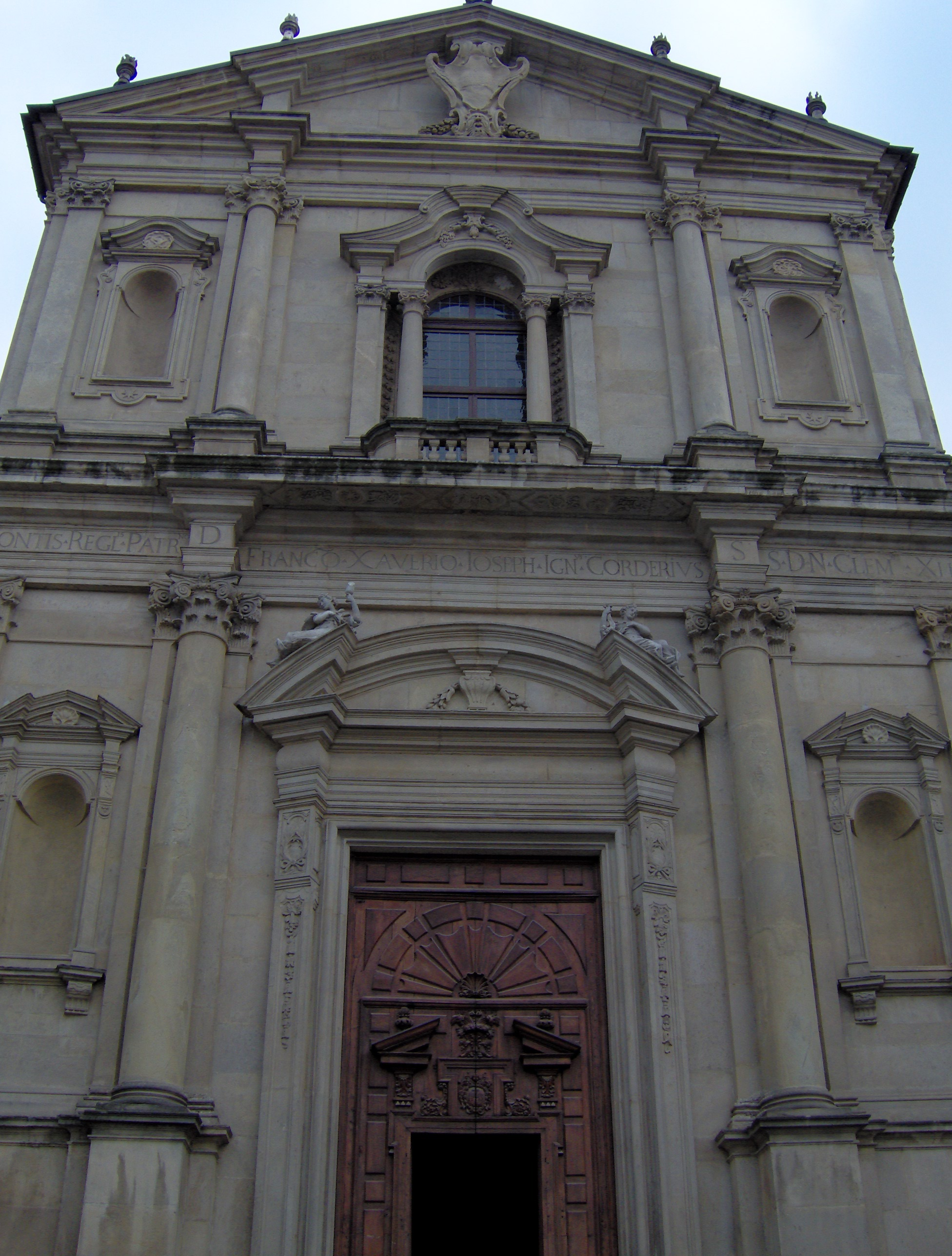
San Francesco Saverio